# TeleVideo (azienda)

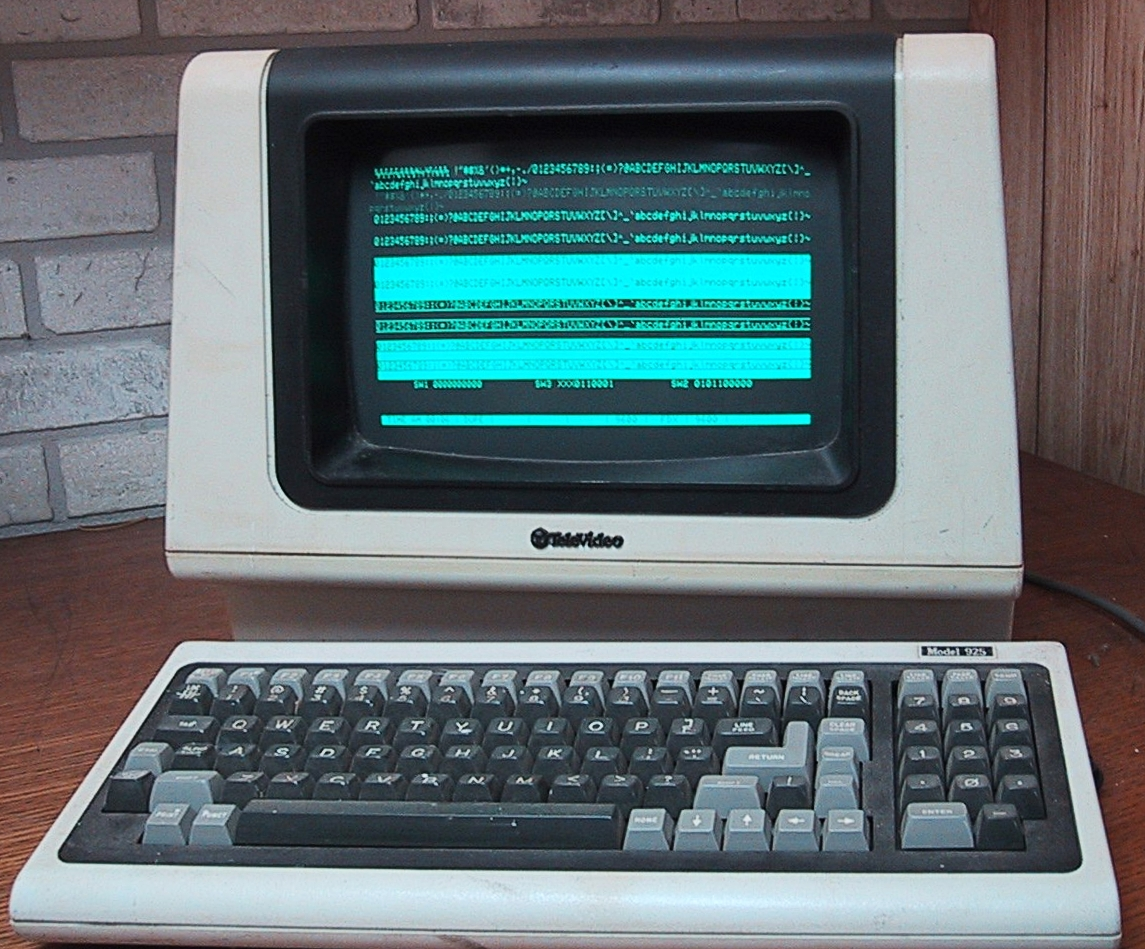
Un terminale TeleVideo modello 925 (1982)

TeleVideo Corporation è una società statunitense produttrice di terminali, fondata nel 1979.

## Storia
Venne fondata nel 1979 da K. Philip Hwang, un laureato dell'Università statale dello Utah di origini sudcoreane che aveva in precedenza fondato nel 1975 una società per la produzione di schermi a tubo catodico per videogiochi arcade. TeleVideo si affermò agli inizi degli anni ottanta tanto che il protocollo utilizzato dai suoi terminali fu largamente supportato da applicazioni e emulatori di terminale (spesso indicati come "emulazione TeleVideo 925"), come ad esempio Rouge Wave.

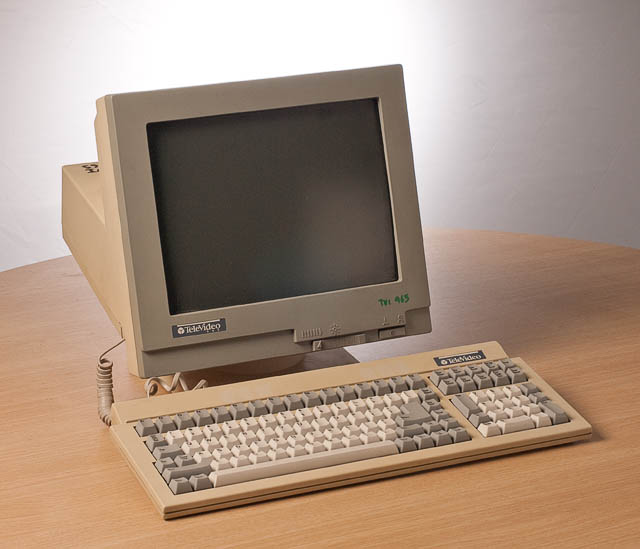
Un terminale TeleVideo 965

TeleVideo costruì anche personal computer a 8 bit compatibili CP/M basati sul processore Z80: era possibile collegare fino a 16 macchine grazie a un sistema seriale multi-utente proprietario. Nel 1983 TeleVideo presentò un personal computer compatibile MS-DOS basato sull'Intel 8088.
La società in seguito produsse anche dei Thin client compatibili Windows anche se cedette questi prodotti a Neoware nell'ottobre del 2005, a sua volta assorbita da Hewlett-Packard nel 2007.
Il 14 marzo 2006 TeleVideo ha chiesto volontariamente una riorganizzazione societaria sotto il Capitolo 11 della legge americana sui fallimenti.
Dopo più di 35 anni di attività e con milioni di terminali venduti nel mondo Televideo interrotto la produzione e vendita di tutti i prodotti terminali al 30 settembre, 2011.

## Prodotti
- Terminali: TeleVideo 910, 912 920, 920B, 920C, 925, 950, 955, 965, 970, 975, Personal Terminal
- Sistemi CP/M: TeleVideo TS-800, TS-802, TS-803
- TeleVideo TPC-1, un sistema CP/M portatile simile all'Osborne 1
- Sistemi multi-utente: TeleVideo TS-806 (6 utenti), TS-816 (16 utenti)[9]